# Петрицево (Погорельский сельский округ)
Ещё одна деревня с тем же названием есть в том же сельском поселении
Петрицево — деревня в Погорельском сельском округе Глебовского сельского поселения Рыбинского района Ярославской области .
Деревня находится в северной части Глебовского сельского поселения, между расположенным западнее правым берегом Волги (Рыбинское водохранилище) и расположенной к востоку автомобильной дорогой из центра сельского поселения Глебово на Ларионово. Деревня имеет одну основную улицу, протянувшуюся с востока на запад. В западном направлении она продолжается дорогой, выходящей к месту соединения деревнь Могильца и Обухово, отделенному от берега Рыбинского водохранилица небольшой рощей. В юго-восточном направлении эта дорога выходит к центру сельского округа селу Погорелка. С восточной окраины Петрицево две дороги ведут к Малому Сёмино и Тебенихе, расположенным на автомобильной дороге Глебово-Ларионово. По южной окраине Петрицево протекает небольшой не названный на топокарте ручей, впадающий в водохранилище на южной окраине Обухово .
Деревня Петрищова указана на плане Генерального межевания Рыбинского уезда 1792 года.
На 1 января 2007 года в деревне числилось 3?6 постоянных жителей . Почтовое отделение в селе Погорелка, обслуживает в деревне Петрицево 31 дома, названий улиц нет .